# 王涛 (1970年)
王涛（1970年4月22日—2022年11月3日），辽宁大连人，中国前男子足球运动员，由于足坛同时期有另一名叫王涛的球员，所以他常被称为小王涛。王涛身材高大，是中国的高中锋球員之一，曾经连续多年占据甲A联赛总进球数第一的宝座。
退役后，王涛担任盛世天予公司和北京八喜盛世足球俱乐部董事长。2022年11月3日，因突发心梗去世，享年52岁。